# 月のひつじ
月のひつじ（The Dish） は、2000年にオーストラリアで制作された映画作品である。

## あらすじ
1969年7月、アポロ11号が人類初の月面着陸を目的に打ち上げられた。アメリカのNASAは世界にその様子を生中継すべく、カリフォルニア州ゴールドストーンの受信設備を当初用いようとしていた。しかし、打ち上げのスケジュールがずれ、月がアメリカの裏側にあって電波が届かない時間帯に月面着陸を行うことになってしまった。そこで白羽の矢が立ったのが、オーストラリアのニューサウスウェールズ州の田舎町パークス、羊の数のほうが人よりも多いといわれるところにあるパークス天文台のパラボラアンテナ（英名でDish、原タイトルの由来）であった。かくして、世紀の一大イベントの中継成否が、この小さな町の天文台に託されたのだった……。

## 出演者
| 役名                       | 俳優                        | 日本語吹替 |
| -------------------------- | --------------------------- | ---------- |
| クリフ・バクストン         | サム・ニール                | 佐々木勝彦 |
| ロス・“ミッチ”・ミッチェル | ケヴィン・ハリントン        | 安藤一夫   |
| グレン・ラサム             | トム・ロング                | 竹若拓磨   |
| アル・バーネット           | パトリック・ウォーバートン  | 山野井仁   |
| メイ・マッキンタイア       | ジュヌヴィエーヴ・ムーイ    | 蓬萊照子   |
| ルディ・ケラーマン         | テイラー・ケイン            | 佐々木睦   |
| ボブ・マッキンタイア       | ロイ・ビリング              |            |
| レン                       | アンドリュー・S・ギルバート | 上村祐翔   |

- その他の声の吹き替え：石沢徹／石津康彦／円谷文彦／岡寛恵／新井里美／鶴博幸／平尾仁／西前忠久／樋口忠正／山下夏生／田原アルノ／佐久田修／中澤やよい／名取将／小川隆市／葛城ゆい／紗ゆり／ボンバー森尾／北斗誓一／喜多川拓郎

## 関連サイト
- Official Website
- The Apollo 11 Story パークス天文台のウェブサイトによるアポロ11号のストーリー